# 京都市道大原花背線
京都市道大原花背線（きょうとしどうおおはらはなせせん）は、京都府京都市左京区大原 から京都市左京区花背に至る主要地方道である。ほぼ全線未成であり、路線番号案内標識も無い。

## 概要

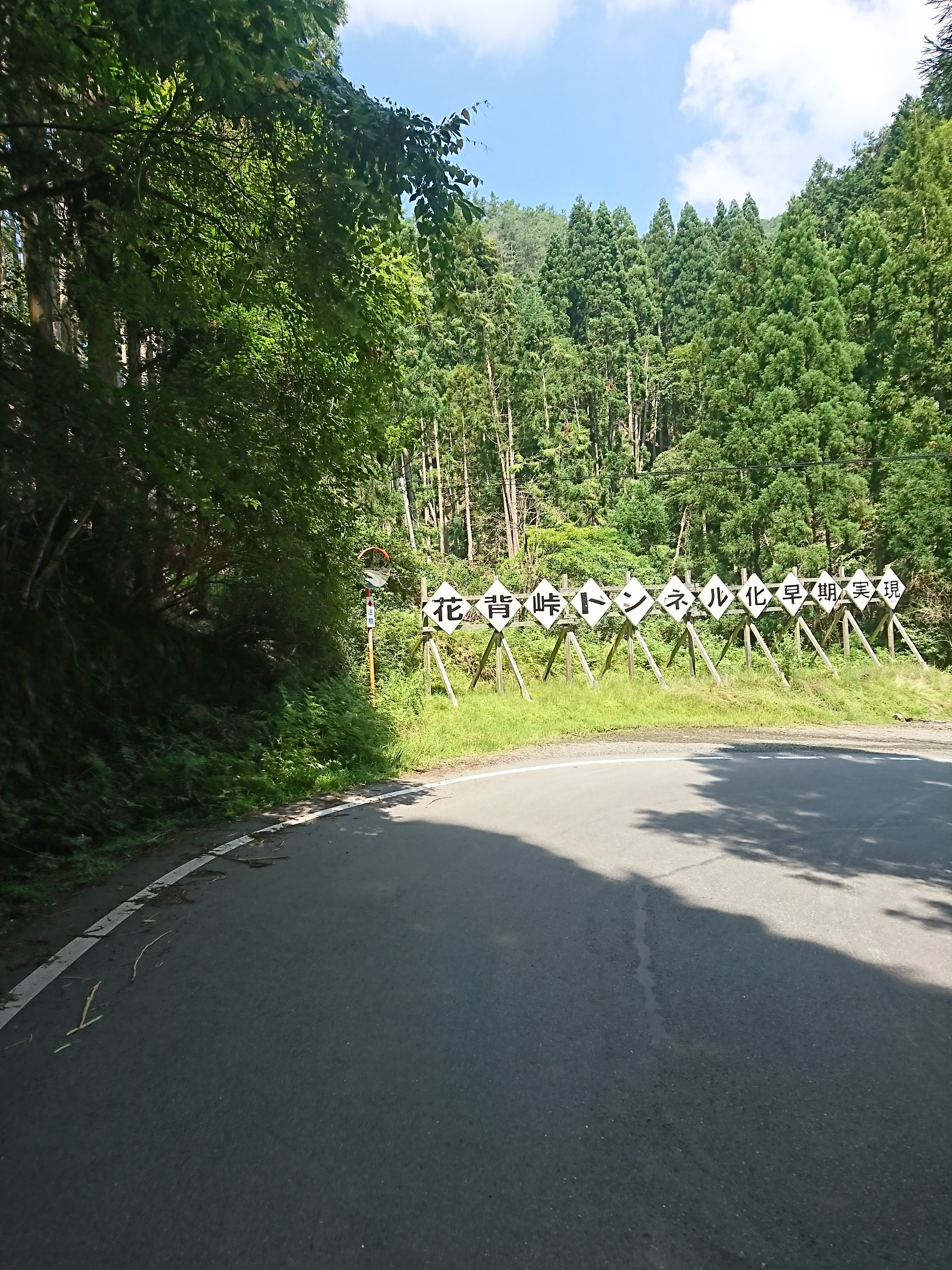
花脊峠トンネル早期実現を訴える看板

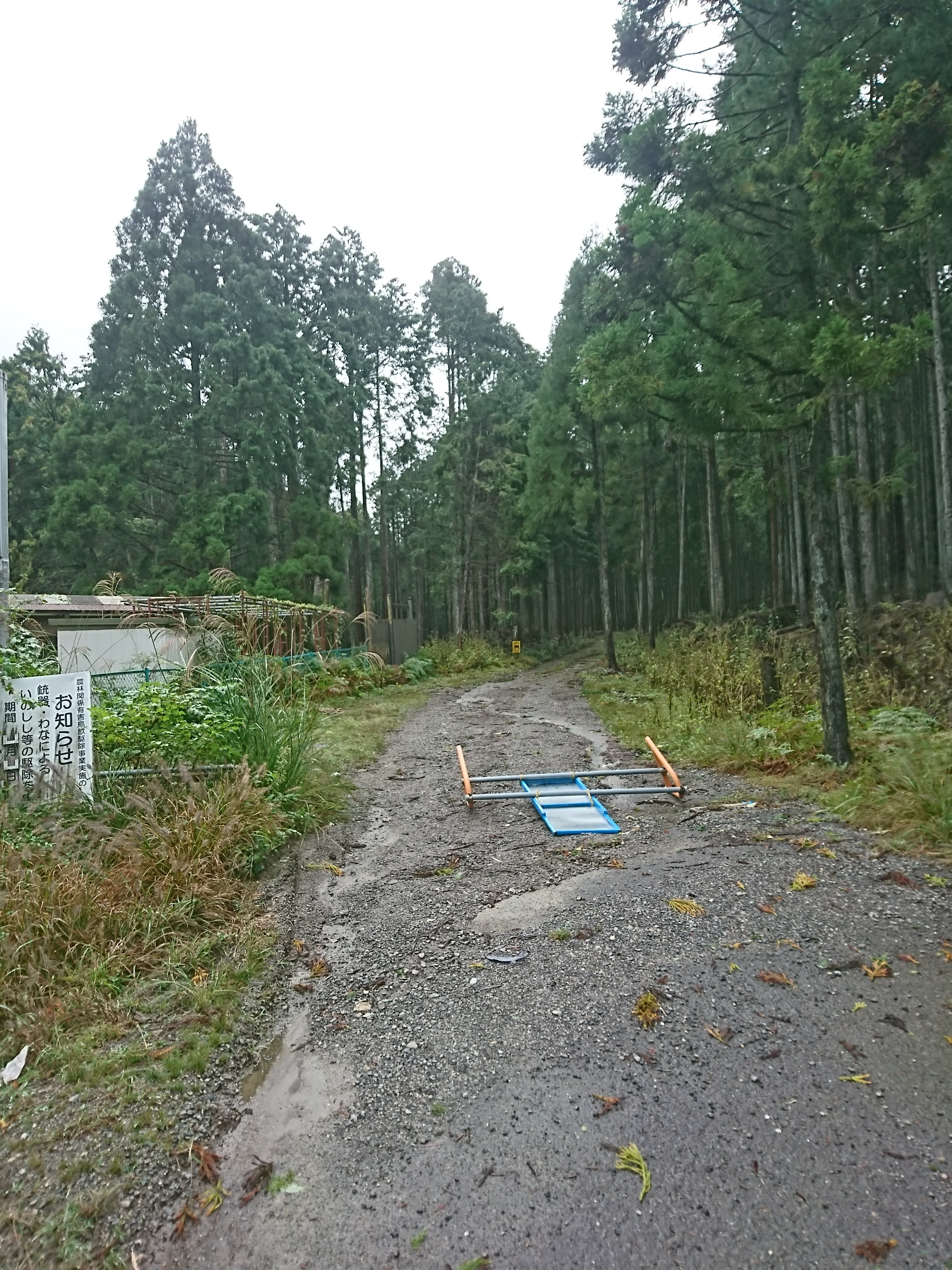
大原花背線の起点。

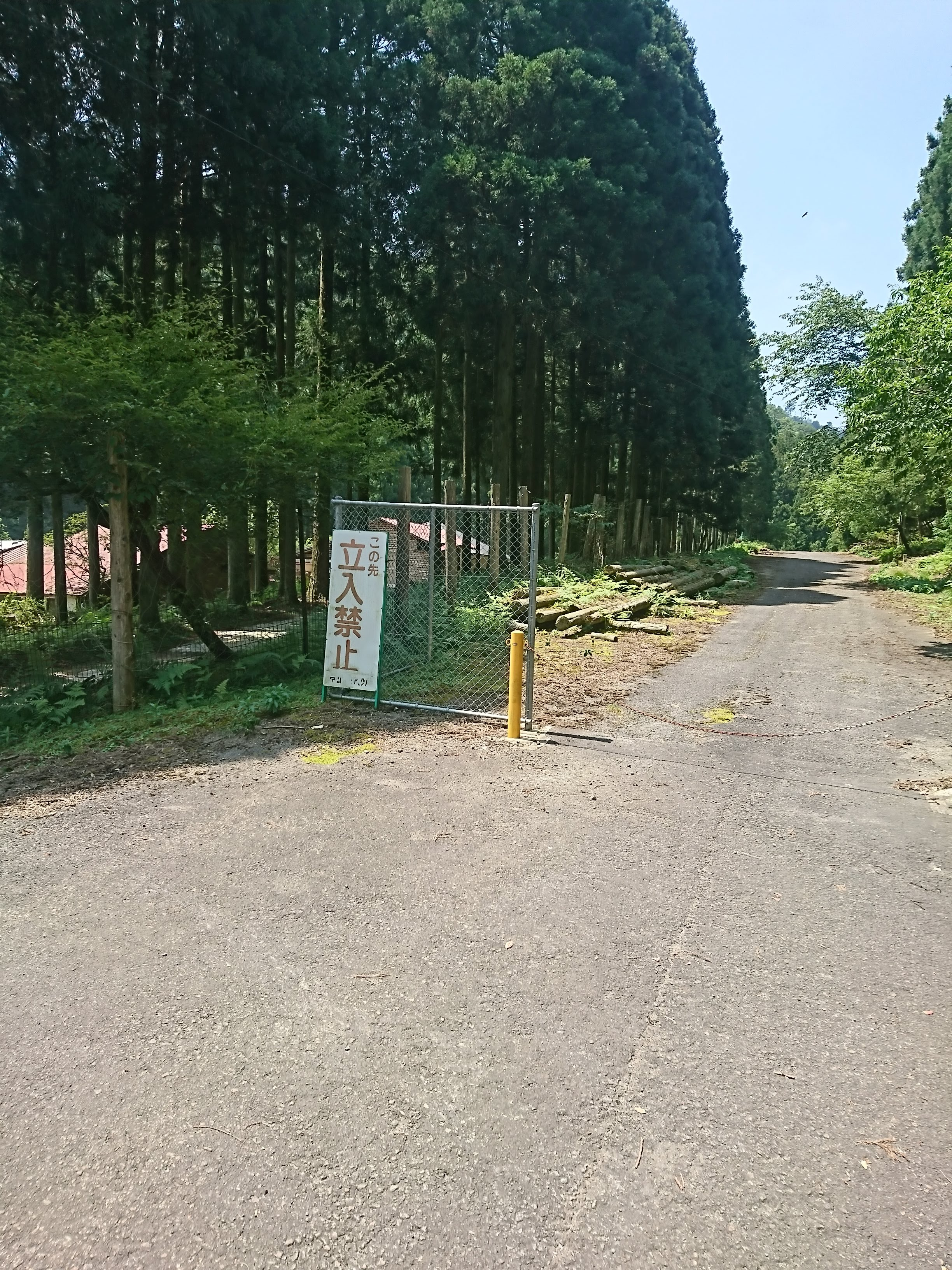
ヒノコ付近の大原花背線の施工済の路盤

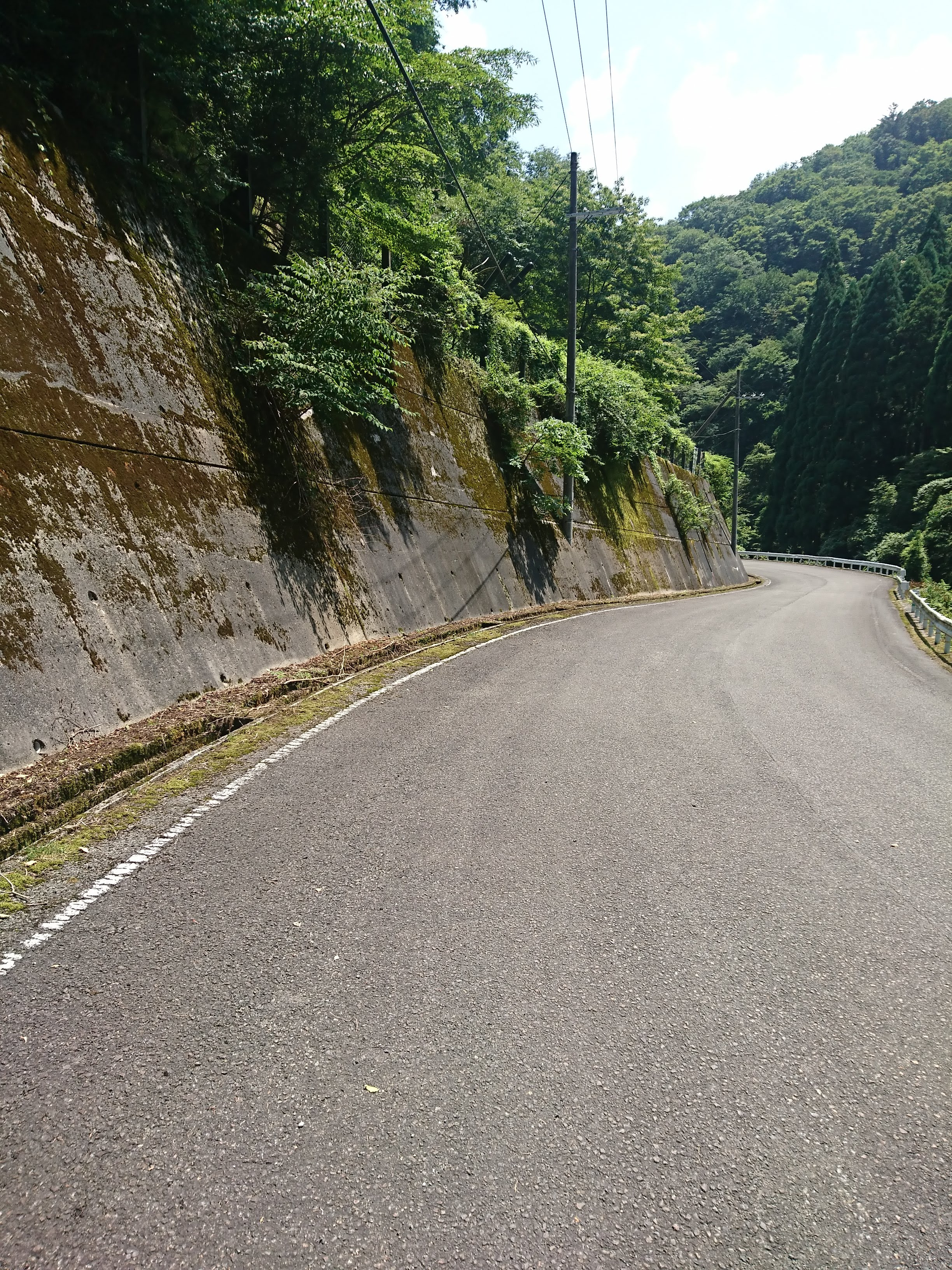
大原花背線の供用箇所

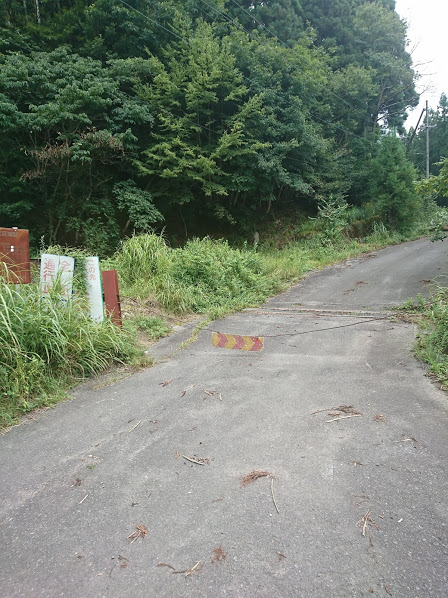
大原花背線の終点

花背地域で要望されている急峻で狭隘な花脊峠を回避する花脊峠トンネルの代替事業として進められた事業であり、若狭街道から百井地域やほぼ無住となった大見地域を通り、鞍馬街道を結ぶ道である。京都市北部周辺地域整備事業として1979年度に予算化し、途中通過する大見総合公園（107.3ha）とともに整備されることになっていたが、同公園の整備計画が環境保護運動などにより白紙撤回となり、市道は約45億円をかけて3.3kmを完成させたあと1991年度からは工事を凍結している。その後も事業計画自体は継続していたが、財政事情の悪化もあり、2010年以降休止中である。
現状、起点から大見付近までは一般市道が指定されているが舗装されていなかったり、路面を流れ出した土砂が舗装を覆う箇所があるなど、あまりよく整備されておらず、登山道同然になっている区間もあり大原から百井地区の百井峠方面へ向かう道が分岐するヒノコまで車で抜けることは非常に困難である。ヒノコ付近の既存の市道とのわずかな重複区間が供用されている他、終点付近の2キロメートル (km) が施工されているが、ゲートで封鎖されている。
終点から少し国道477号を北に行ったところで、京都府道38号京都広河原美山線が分岐する。

### 路線データ
起終点および経過地は次のとおり。
- 起点 : 左京区大原小出石町（国道367号交点）
- 終点 : 左京区花背大布施町（国道477号交点）

## 歴史

### 年表
おもに北部周辺整備事業大見地区基本計画参考資料に依った。
- 1979年（昭和54年）4月- 京都市北部周辺地域整備事業構想「拠点整備の指針」発表。総事業費49億円、完成時期1985年度の予定で事業化[2]。
- 1980年（昭和55年）- 京都市北部周辺地域拠点（大見地区）整備基本計画の策定。
- 1981年（昭和56年）- 京都市道小出石大布施線の路線認定及び区域決定、着工。
- 1990年（平成2年）- 拠点整備の工法の変更、工事停止。
- 1993年（平成5年）5月- 京都市道小出石大布施線が主要地方道大原花背線に指定[5]。
- 2000年（平成12年） - 事業再評価、2000年度中に地元住民と道路ルートや大見総合公園の計画について合意形成を図る条件付きで継続決定。総事業費148億円、2015年度完成の計画[2]。
- 2010年（平成22年） - 事業再評価、休止[3]。

## 地理

### 通過する自治体
- 京都府
京都市 (左京区）

### 交差する道路
- 国道367号 (国道477号重複区間)
- 国道477号 (京都府道38号京都広河原美山線重複区間)